# 豆腐
豆腐（とうふ）は、煮た大豆の搾り汁（豆乳）を凝固剤（にがり、石膏など）によって固めた加工食品である。しっかりした食感のものは、型に入れたり、布地に包んだりしたうえで重しを乗せて、水分を押し出し、減らす工程が加わる。伝統的製法の堅豆腐のほか、現代では代替肉やスナックバー状、麺、米飯状に成型した豆腐も製造・販売されている。
東アジアと東南アジアの広範な地域で古くから食されている大豆加工食品であり、とりわけ中国本土（奥地を含む）、日本、朝鮮半島、台湾、ベトナム、カンボジア、タイ、ミャンマー、マレーシア、インドネシアなどでは日常的に食されている。現代ではアメリカ合衆国などにも普及している。加工法や調理法は地域ごとに異なる。

## 名称

### 豆腐
豆腐という文字が最初に現れたのは、中国の陶穀『清異録』（965年）であると、江戸時代の『豆腐百珍』の巻末にある。
現代では、中国も日本も「豆腐」と呼んでいる。日本では一部「豆富」「豆冨」としている業者があり、これは食品に対して「腐」という字を用いるのを嫌ってのことと考えられる。
中国でも「腐」を避け、菽乳、方壁、小宰羊（宰羊：羊の肉）等の異名があったと前述の『豆腐百珍』巻末に書かれている。
豆腐の「腐」の意味は、中国古代医学書『難経』にある腐熟の「腐」であるとする説があり、中国で腐熟とは胃での初期消化のことで、白くどろどろした状態ともある。 このことから、豆腐の「腐」は消化の悪い大豆を腐熟したものであるという説がある。
「本来は豆を腐らせた（発酵させた）ものが豆腐、型に納めたものが納豆だったが、両者が取り違えられた」と名称の由来が語られることがあるが、これは誤った俗説である。納豆が日本独自の言葉であるのに対し、豆腐は中国から伝来した食品であり中国でも豆腐と呼ばれており、取り違えられることはあり得ない。

### 豆富
元禄時代に絹ごし豆腐を発明した豆富料理店「根ぎし 笹乃雪」では、9代目当主が、20世紀前半頃、食品に「腐る」という字を用いることを嫌って豆富と記すようになって以降、「腐」という文字を使わない表記が日本中に広まったとしている。また、豆腐を好んだ日本の作家・泉鏡花は、極端な潔癖症でもあったことから豆府と表記した。

### 御壁
白壁に似ていることから、おかべ(御壁、お壁)と呼ばれる。九州地方の方言で使われるが、語源としては中世の宮廷で女房が使っていた女房詞として創作された。

### tofu
アメリカ合衆国やイギリスを始めとする英語圏のほか、ドイツ語圏、フランス語圏、イタリア語圏等々、世界の様々な言語圏で、"tofu " （ドイツ語名詞の語頭は大文字のため "Tofu "）が単語として定着している。なお、英語表記ではtofuのほかsoybean curdも用いられる。英語辞書には"bean paste cake"と直訳されているが、現在では"tofu"という単語が有名で"bean paste cake"という単語を知らない英語話者も多い。
中国語閩南方言由来もしくは広東方言由来であるtau-fuという表記も、ヨーロッパの中華料理店などでは頻繁に見られる。また、北京語では豆腐はdòufu（トウフー）と日本語に近い発音になる。

## 歴史と現在
歴史、種類、調理法などについて説明する。まず歴史の古い中国から説明する。

### 中国

#### 起源、歴史
豆腐の起源については諸説ある。16世紀に李時珍によって編纂された『本草綱目』では、豆腐は紀元前2世紀前漢時代の淮南王で優れた学者でもあった劉安によって発明されたとしている。また、本草綱目よりも前の12世紀の朱熹（朱子）の著作に「世に伝う、豆腐はすなわち淮南王の術」というくだりがあり、これ（豆腐淮南王（劉安）起源説）が朱子学を通じて世に広まったともされる。現代の淮南市には「豆腐村」があり、劉邦の孫でもある劉安が不老長寿の食べ物を研究させていたときに偶然生まれたのが豆腐であるという伝説が残る。しかし、真偽については必ずしも明らかではなく、劉安の著した『淮南子』にも豆腐の文字は出てこない。
豆腐の原料となる大豆は遅くとも紀元前2000年頃までには中国の広い範囲で栽培されていたと考えられ、大豆加工食品は前漢時代の馬王堆漢墓からも出土しているとされるが、日本豆腐協会では劉安の時代の中国には豆腐の原料となる大豆が存在しなかったとしている。大豆が中国に入ってきたのは劉安の活躍した約半世紀後のことであるという見方もある。
また一説には豆腐の起源は8世紀から9世紀にかけての唐代中期であるともいわれている。実際、6世紀の農書『斉民要術』には諸味や醤油についての記述はあるものの豆腐の記述が見当たらず、文献上「豆腐」という語が現れるのは10世紀の『清異録』からである。唐代には北方遊牧民族との交流によって、乳酪（ヨーグルト）、酪（バター）、蘇（濃縮乳）、乳腐（チーズ）などの乳製品が知られていた。このことから、豆腐は、遊牧民族の乳製品を漢民族がアレンジし、豆乳を用いて乳製品（特にチーズ）の代用品（乳「腐」から豆「腐」へ）として、発明されたものであるという説が唱えられている（篠田統など）。「腐」の文字は、中国では「くさる」という意味ではなく、「やわらかい固体」を意味することが多いことから、豆乳を固めてつくられた植物性チーズに「豆腐」の字を充当したものとも考えられる。
一方、乳腐は北方遊牧民族の常食の乳餅のことであるという見方もある。『本草綱目』での乳腐には「釈名：乳餅」とあり、他でも乳餅としている書物が多い。このことから、乳腐は漢人の一部が胡人の乳餅を「乳腐」（畜乳で作った豆腐に似たもの）とも称したのではないかという説もある。いずれにせよ、豆腐の起源については、未解明の部分が今なお存在する。
中国においては、伝統的には豆腐は生で食べるのではなく発酵豆腐などとして食べていたとされる。また、中国の伝統的な豆腐は日本の豆腐よりも堅いが、これは油を用いる調理法が主流のため水分が少ないほうが都合がよかったためとされる。少なくとも唐代後半には造られていた豆腐は、南宋末期のころには一般に普及し、明朝や清朝の時代になると豆腐の加工品も盛んに作られるようになった。安徽省南部で伝統的に生産されてきた毛豆腐は、白い毛カビが付着した発酵豆腐であり、現在も伝統食品として流通している。
現代の中国料理において豆腐（dòufu）は、変幻自在で欠かすことのできない万能食材として扱われている。
次のような多種類で、変化自在の豆腐が食べられている。
基本の豆腐
- 北豆腐（běidòufu） - しっかりした食感の豆腐で、日本でいう木綿豆腐に近い。
- 嫩豆腐（nèndòufu） - なめらかな食感の豆腐で、日本でいう絹ごし豆腐に近い。

多様な豆腐
- 冻豆腐（dòngdòufu） - スポンジ食感の冷凍豆腐。
- 豆腐干（dòufugān）（豆干（dòugān）とも） - 味付き押し豆腐。
- 豆腐皮（dòufupí）（腐竹（fǔzhú）、油皮（yóupí）とも） - 中国の湯葉。
- 千张（qiānzhāng）、干豆腐（gāndòufu） - 極薄の豆腐シート。
- 臭豆腐（chòudòufu） - 強烈な匂いの発酵豆腐。
- 腐乳（fǔrǔ） - チーズのような発酵豆腐調味料。
- 素鸡（sùjī） - 鶏肉に似せて作られた豆腐製品。
- 油豆腐（yóudòufu） - 日本でいう厚揚げや油揚げに似たもの。

豆腐を使う料理やデザート
朝、昼、晩の料理で使われる。変化自在の使い方があるが、有名なところでは次の中華料理で食材として使う。
- 麻婆豆腐（Mápó Dòufu） - 四川料理。嫩豆腐を使い、豆板醤のピリッとした辛味と花椒の舌が痺れるような刺激が特徴。日本でも大人気。
- 家常豆腐（Jiācháng Dòufu） - 家庭風豆腐炒め。北豆腐を厚めに切り、揚げて、野菜や肉と一緒に炒め煮にしたもの。醤油でしっかりと味付けすることが多い。
- 肉末豆腐（Ròumò Dòufu） - 豚ひき肉と豆腐の炒め煮。
- 蟹黄豆腐（Xièhuáng Dòufu） - カニ味噌で滑らかな嫩豆腐を煮込んだ贅沢な料理。
- 三鲜豆腐羹（Sānxiān Dòufugēng） - エビ、鶏肉、野菜など三種類の旨味食材と嫩豆腐の、とろみのある優しい味わいのスープ。

また中国南部や香港・台湾では、日本の絹ごし豆腐のような滑らかな豆腐を冷やしてシロップをかけ、アズキやフルーツをトッピングして食べるデザートがあり、これを「豆花」と呼んでいる。

現代中国の豆腐
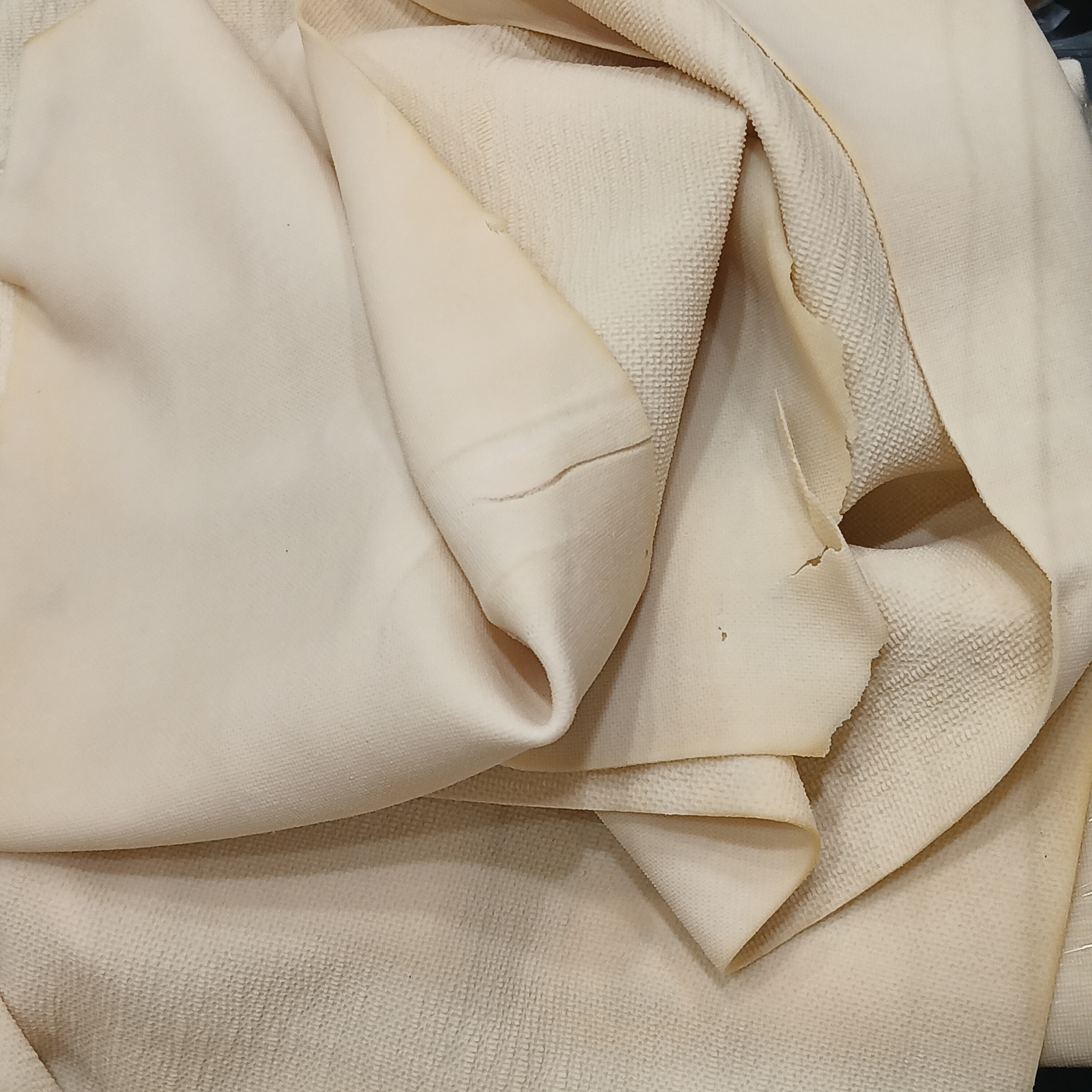
千张。豆腐の極薄シート
素鸡
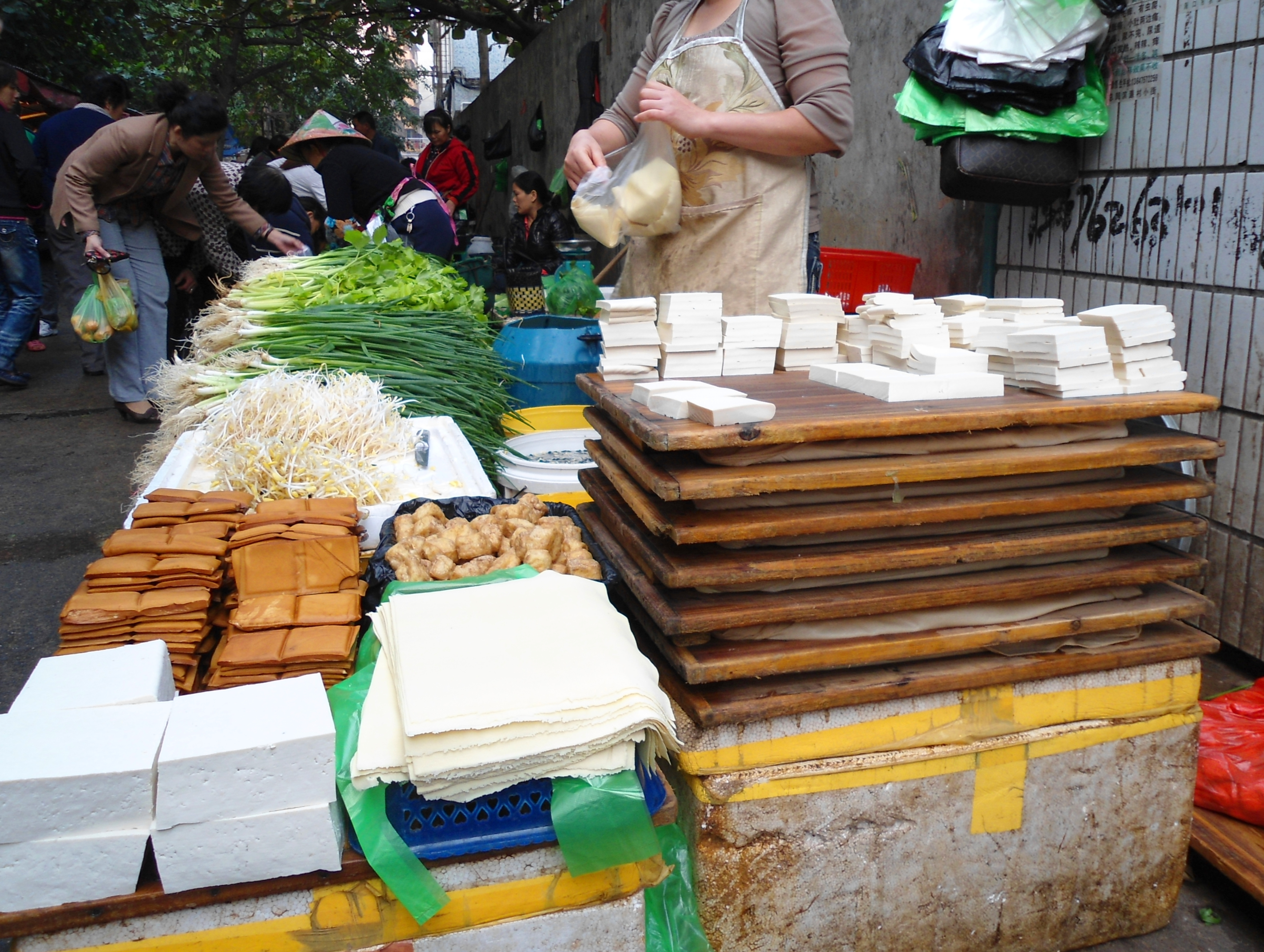
中国の豆腐店
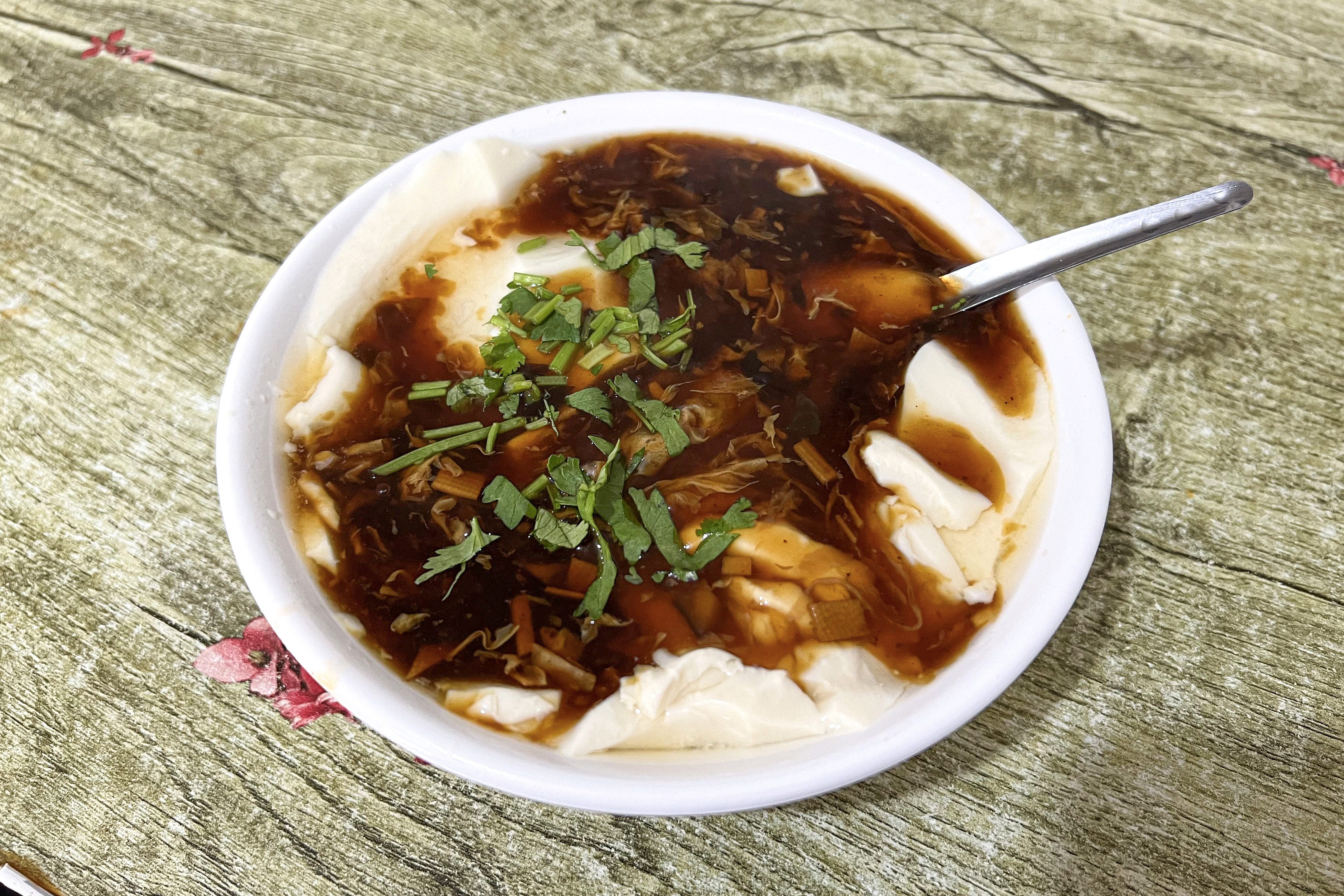
朝食の豆腐脳
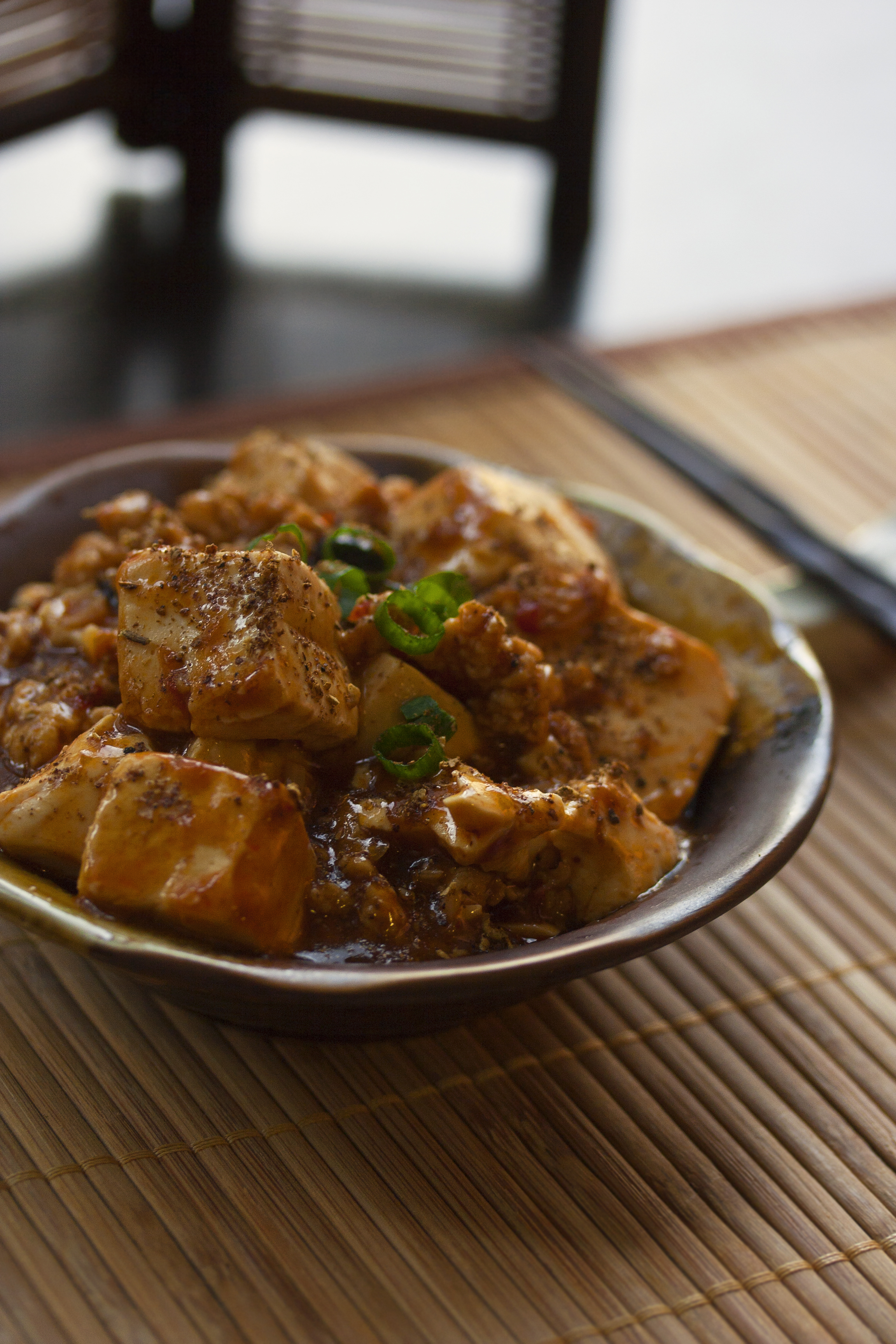
麻婆豆腐
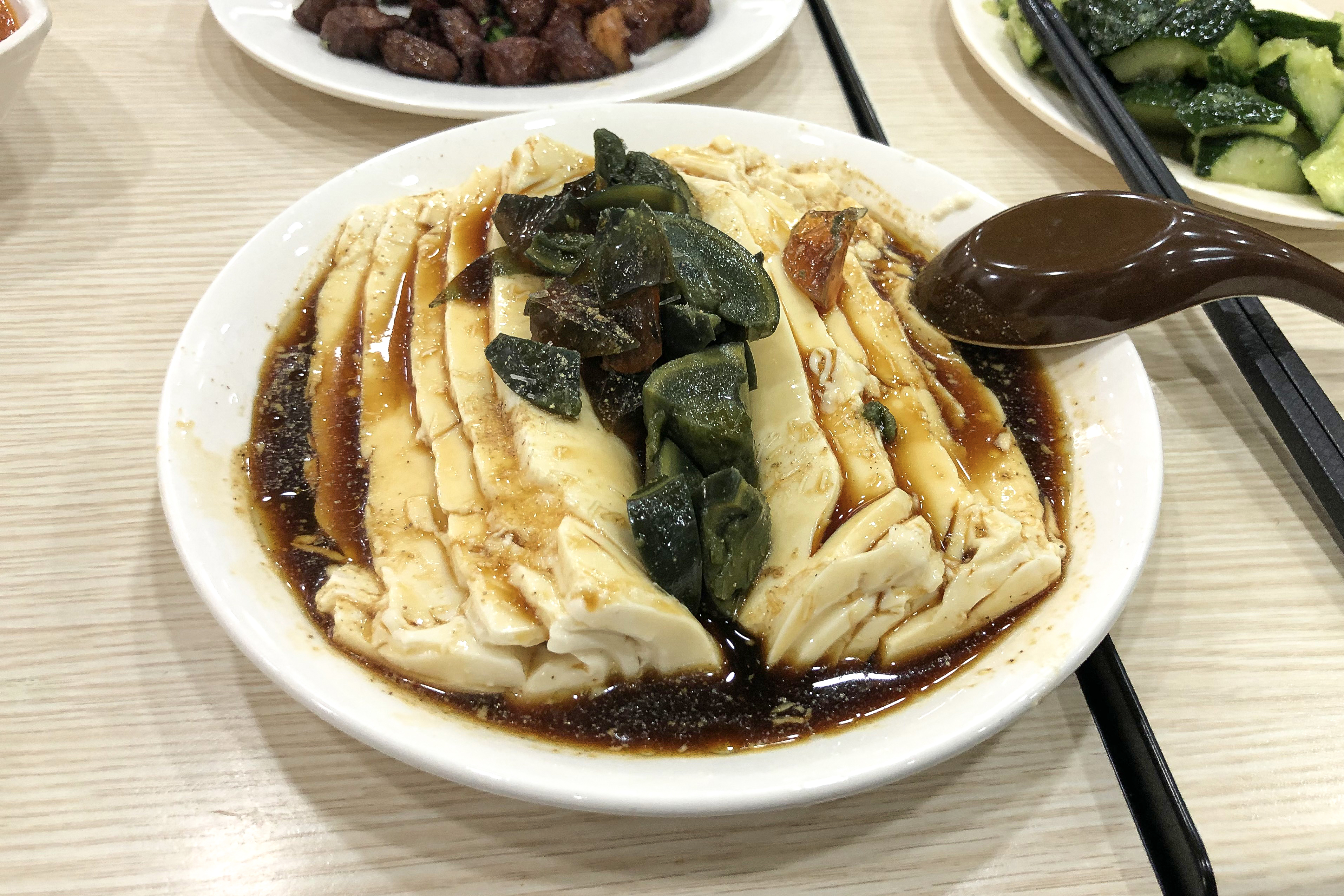
ピータン豆腐（北京にて）
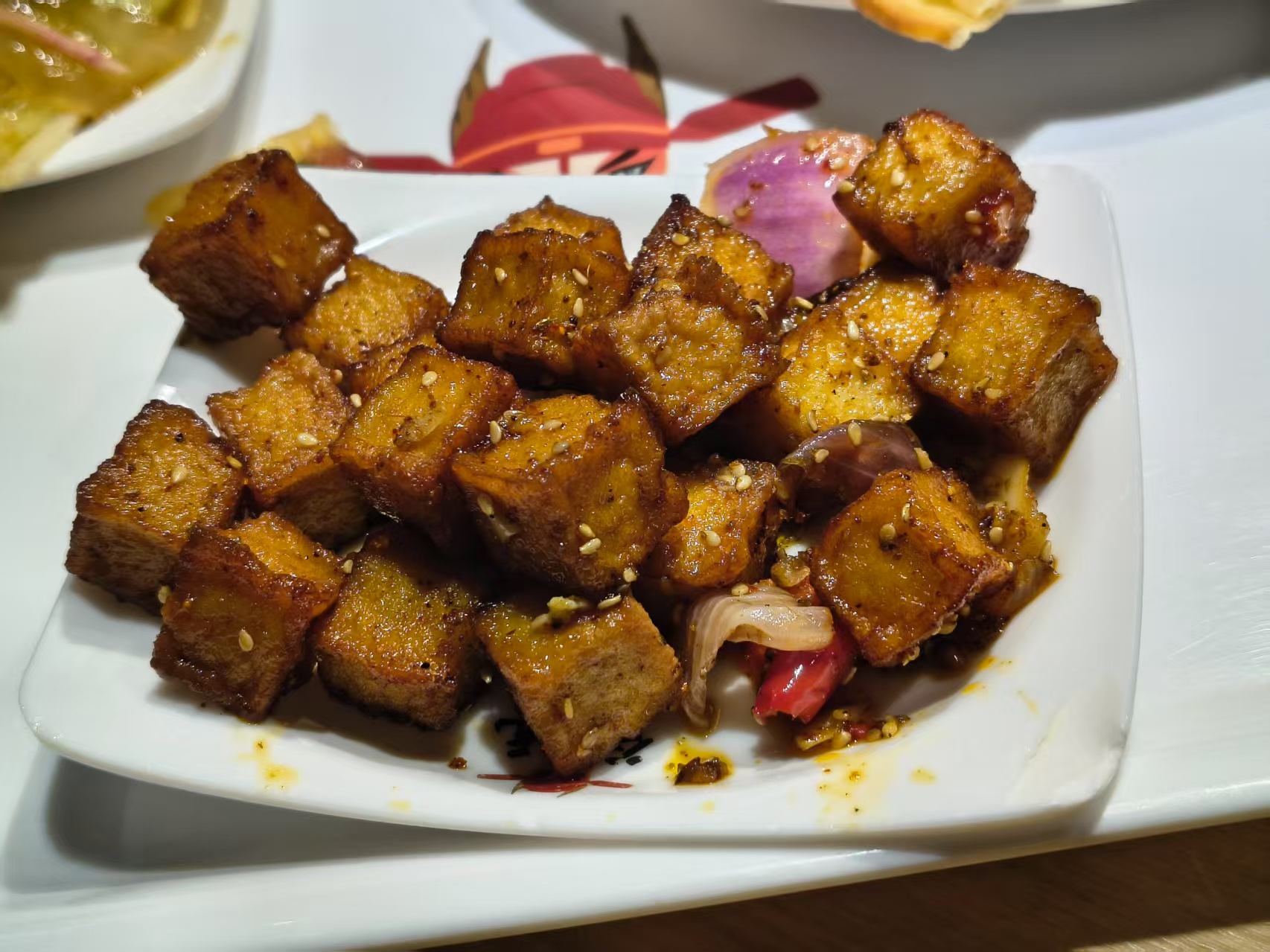
孜然油炸鱼豆腐
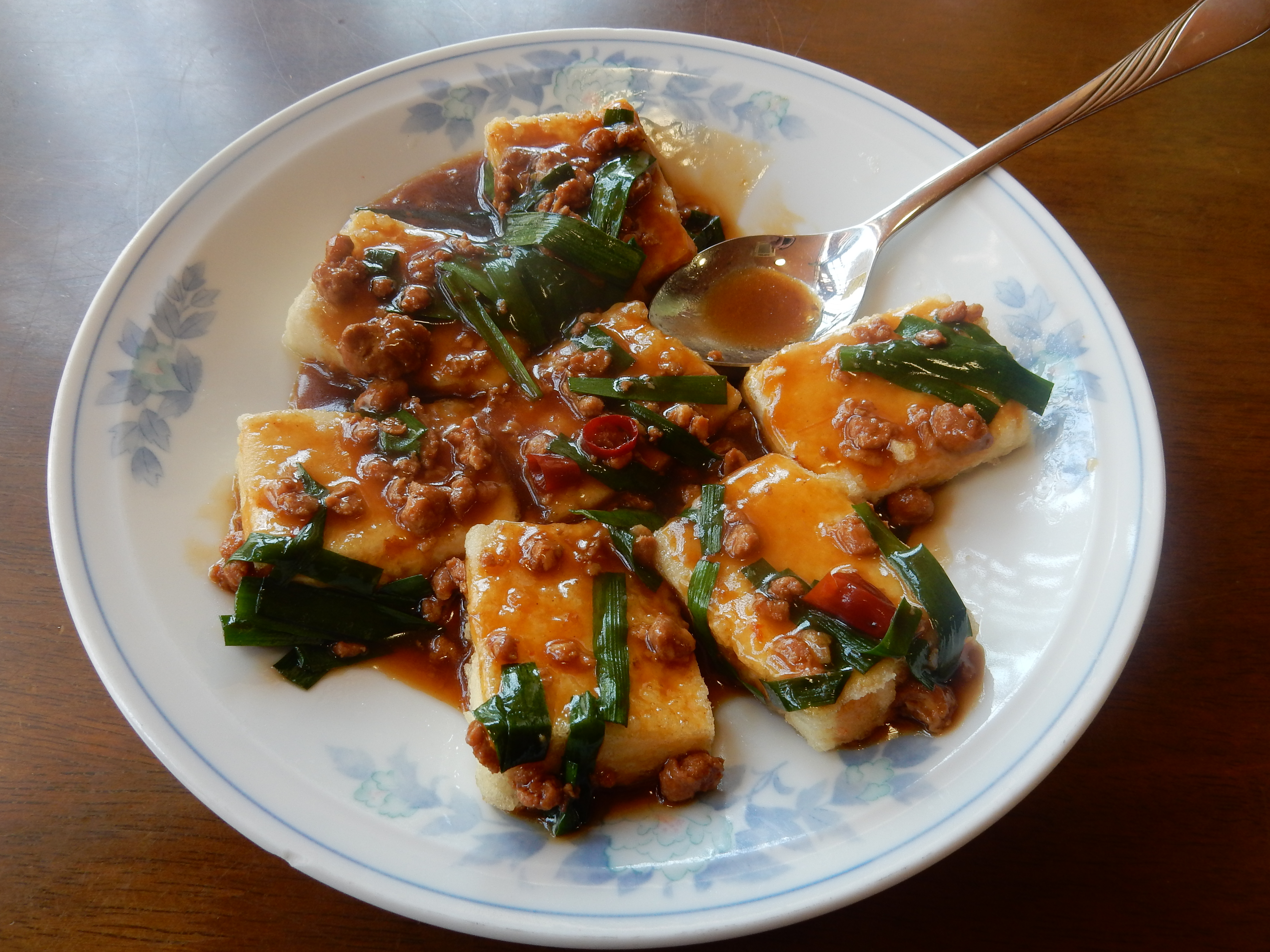
台湾風豆腐
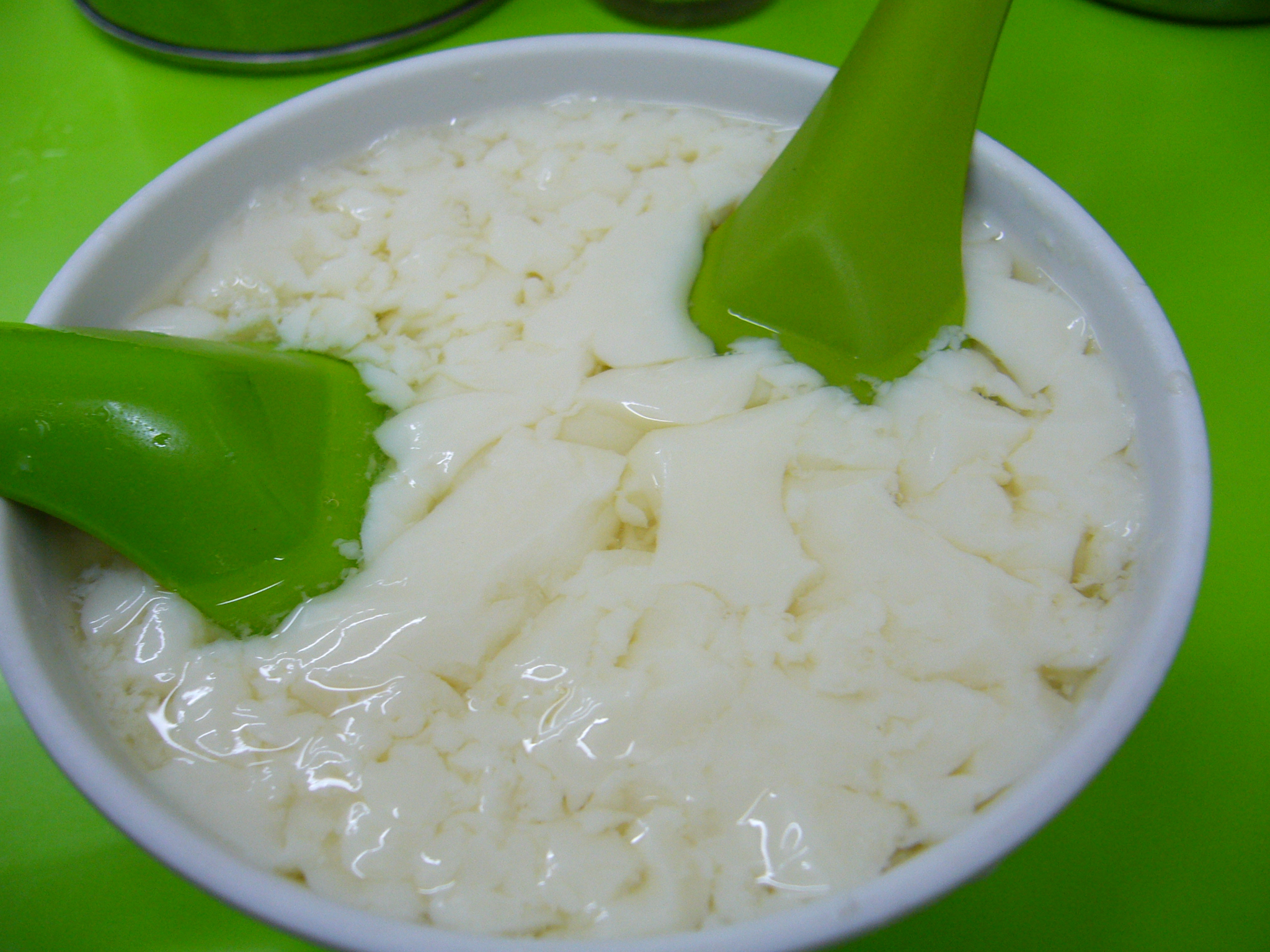
豆腐花 Taufufa
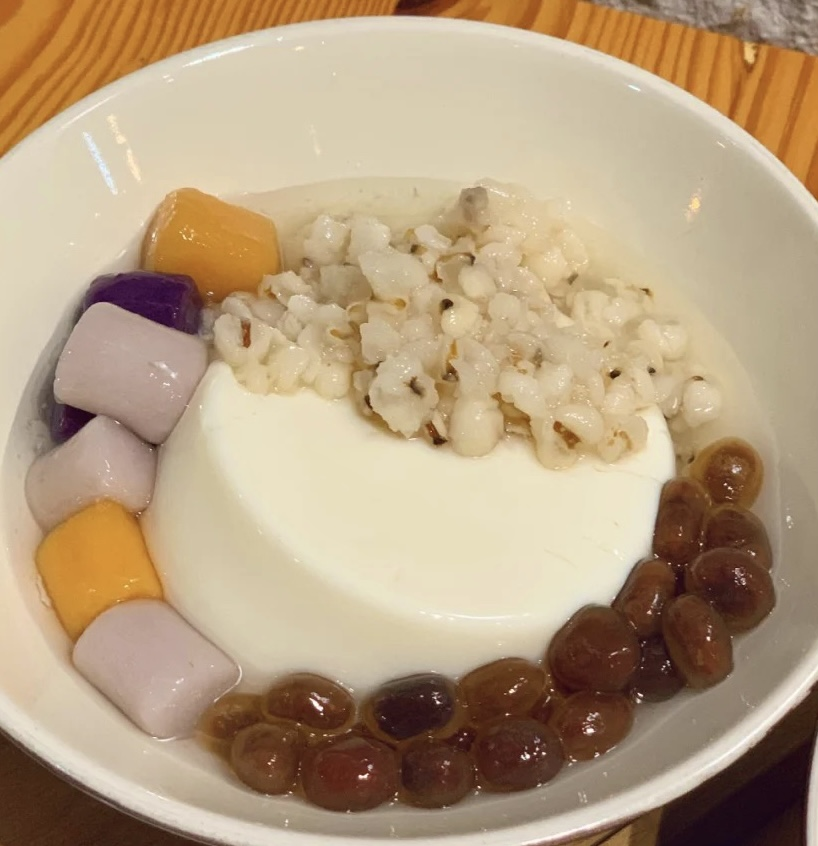
豆腐デザート

### 日本
一般に豆腐は中国から日本へ伝えられたとされる。遣唐使によるとする説が最も有力とされるが、その一員でもあった空海によるという説、鎌倉時代の帰化僧によるとするなど諸説ある。ゆばやこんにゃくなどとともに鎌倉時代に伝来したとみる説もある。ただ、1183年（寿永2年）の奈良・春日神社の供物帖の中に「唐府」という記述がある。
日本の豆腐は柔らかくて淡白な食感を特徴とする独特の食品として発達した。
鎌倉時代末期頃には民間へ伝わり、室町時代には日本各地へ広がった。そして江戸時代にはよく食べる通常の食材となったとされる。この江戸時代の豆腐は、今日でいう木綿豆腐のみであった。
豆腐は庶民の生活に密着しており、江戸では物価統制の重要品目として奉行所から厳しく管理されていた。「豆腐値段引下令」に応じない豆腐屋は営業停止にされるため、豆腐屋は自由に売値を決めることは出来なかった。また各大名の献立にもしばしばのぼる食材であった。下野国壬生藩の鳥居家の食事記録を調べると、菜は月に1日を除いて全て豆腐料理が出されていた。
一方、江戸において豆腐料理屋は評判で、江戸で初めて絹ごし豆腐を売った「笹の雪」はいまだに続いている老舗である。当時、庶民に親しまれたのは豆腐の田楽であり、豆腐を串に刺して焼き、赤みそを付けて食べる料理であった。
天明2年（1782年）に刊行された『豆腐百珍』には、100種類の豆腐料理が記述されている。また、豆腐は様々な文学でも親しまれてきた。当時より、豆腐は行商もされており、前述の豆腐百珍は大きな人気を得るほど一般的な料理であった。行商の豆腐屋はラッパや鐘を鳴らしながら売り歩いていた。関東地方では、明治時代初期に乗合馬車や鉄道馬車の御者が危険防止のために鳴らしていたものを、ある豆腐屋が「音が“トーフ”と聞こえる」ことに気づき、ラッパを吹きながら売り歩くことを始めたものである。その由来のようにラッパは「豆腐」の高低アクセントに合わせて2つの音高で「トーフー」と聞こえるように吹くことが多いが、地域や販売店によっても異なり、「トー」と「フー」が同じ音高の場合もある。2つの音高を使うラッパの場合、1つのリードで2つの音高が出る仕組みになっており、呼気と吸気で音高が変わる。スーパーなどが増えて歩き売りをする豆腐屋が減ったものの、近年では昭和の頃のように地域に密着した商売をする人も出て来ており豆腐屋のラッパが復刻されている。近畿地方では、豆腐屋はラッパではなく鐘（関東ではアイスクリーム屋が用いていた）を鳴らしていた。
太平洋戦争中の日本では、軍需の影響で豆腐用の「にがり」の使用が制限され、代用として「すまし粉」と呼ばれる石膏の粉で豆腐を固める製法が広く普及した
。
近代工業が発達するに連れて豆腐の製造作業の機械化も進み、わずかの大豆から効率よく豆腐が大量生産できるようになり、より安価で提供されるようになった。柔らかいタイプの豆腐は昭和以前には個人経営の豆腐屋で毎日作られ、動かすことで形が崩れることの無いよう、売る間際まで店頭の水槽の中に沈められているものであった。
現代日本でも豆腐は非常に一般的な食品であり、そのまま調味料をかけて食べられるほか、様々な料理に用いられている。冷奴や湯豆腐、味噌田楽などのように主要食材になるほか、汁物や鍋料理の具材、料理のベースになる食材として使われるなど用途は多彩になっている。
水にさらさず直接容器にすくい上げたものは「寄せ豆腐」「おぼろ豆腐」と言う。ほぼ同様の沖縄の伝統食品として「ゆし豆腐（ゆしどうふ）」がある。
現代の日本の豆腐の詳細については、#日本の豆腐で解説する。

### 沖縄諸島
沖縄県地方の豆腐も、日本同様中国との交易を通じて伝来したものであり、中国の豆腐と似ていて固くしまり、ずっしりとした重量をもち、「しま豆腐」と呼ばれる。中国同様、生しぼりの豆乳で製造し、強く押圧して水分をしぼる。しかし、天然の石膏が豊富で内陸が深く広大な中国大陸では凝固剤として石膏が用いられることが多いのに対し、琉球列島では日本同様「にがり」が凝固剤として用いられる。

### 朝鮮半島
朝鮮半島では「두부(トゥブ)」といい、中国同様固い豆腐である。高知県（土佐国）の「一升豆腐」は、安土桃山時代に長宗我部元親が李氏朝鮮より豆腐職人を連れ帰り、彼らに造らせた豆腐が起源だとされる。

### フィリピン
フィリピンには「タホ (taho)」と呼ばれるスイーツがあり、水分の多い温かい豆腐（プリン状の豆乳）にタピオカと黒蜜をまぶして食べる。現地では朝食前にタホを食べる習慣があり、毎朝、天秤を担いだ「タホ売り」が家々を回る。

### ミャンマー
ミャンマーでは「トーフー」という。シャン族はヒヨコマメから豆腐を作っている（「ビルマ風豆腐」を参照）。

### インドネシア

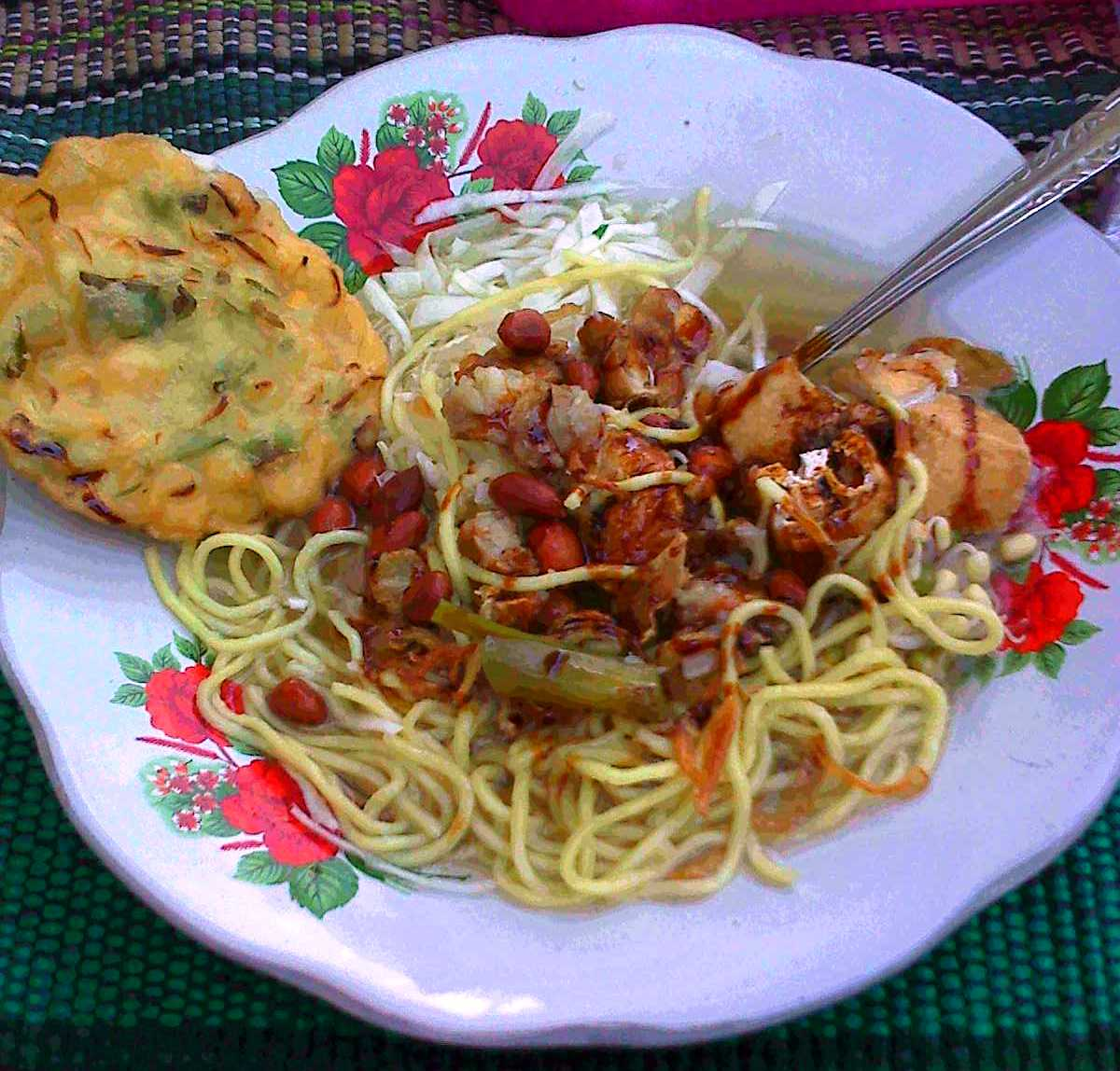
インドネシア・スラカルタ（ジャワ島中部）の豆腐料理

インドネシアでは、同じ大豆由来のテンペ（茹でた大豆をケーキ状に発酵）ほどではないが豆腐（現地名 tafu もしくは tofu）も食されている。油で揚げることが多く、料理食材に使われるほか、スナックとしても人気で、ジャワ島の都市部などでは、塩などで味付けしたでき立て厚揚げにも似たタフゴレンの屋台が見られる。好みで干したキダチトウガラシを豆腐に差し込んで食べる。

### 欧米諸国
17世紀に清で布教したスペインのドミニコ会宣教師ドミンゴ・フェルナンデス・ナバレテはその著書の中で「teu fu」を豆から作られる中国のチーズとして紹介した。18世紀にナバレテの書物の英訳を読んだベンジャミン・フランクリンは豆腐に強い興味を示し、イギリス東インド会社のジェームズ・フリントに「tau-fu」の製法を問い合わせた。フリントはフランクリンあての1770年1月3日づけの手紙で「towfu」の製法を説明した。これが英語で初めて豆腐に言及した文献と考えられている。
アメリカでは大豆が飼料として栽培されていたため、1980年代までは"家畜のエサである大豆から作られた"というイメージがあり、消費者調査で不人気ナンバーワンの食品に位置づけられたこともあった。日常的にスーパーマーケットの棚に並ぶようになったのは、森永乳業のアメリカ現地法人が売り込みに成功した1990年代以降である。以降、菜食主義者や健康志向の人々の間で、バーベキュー、ステーキ、ハンバーガー、ジャーキーなどの肉の代替品（代替肉）として豆腐が使われている。
20世紀末期以降のヨーロッパ諸国でも、アメリカ同様に、高カロリー・高脂質の動物性食品や嗜好食品を多く摂る不健康な食習慣への反省とともに、健康的な食品への関心が高まり、健康的な食品と言える豆腐が注目を集めるようになった。
なお、チェコのプラハでは、近年では牛乳の代わりに豆乳を使って作ったチーズ(アナログチーズ)を "tofu" として売っている。プレーンタイプのほか、燻製タイプなど数種が、スーパーマーケットのチーズ売場で見られる。

## 日本の豆腐

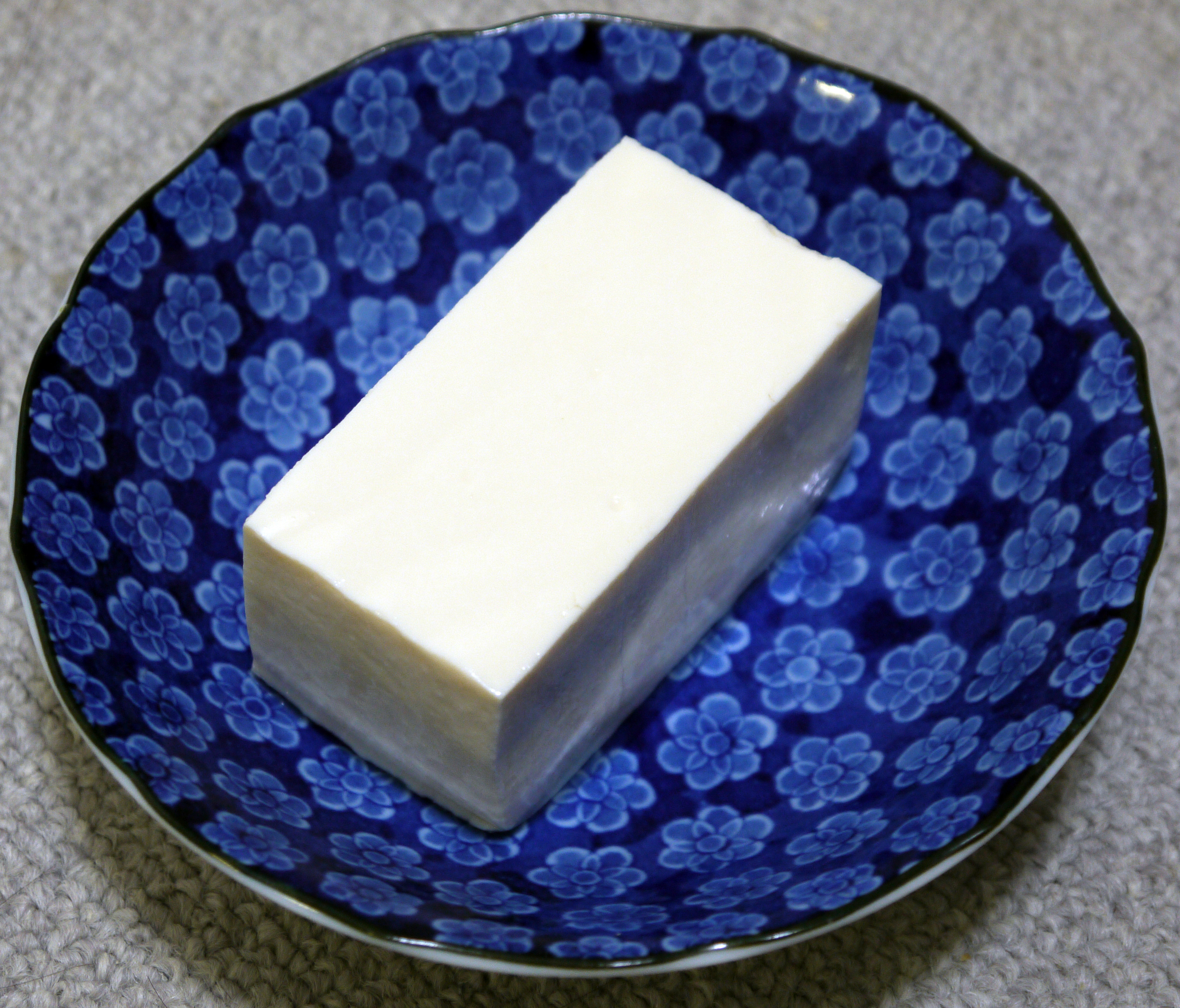
絹ごし豆腐

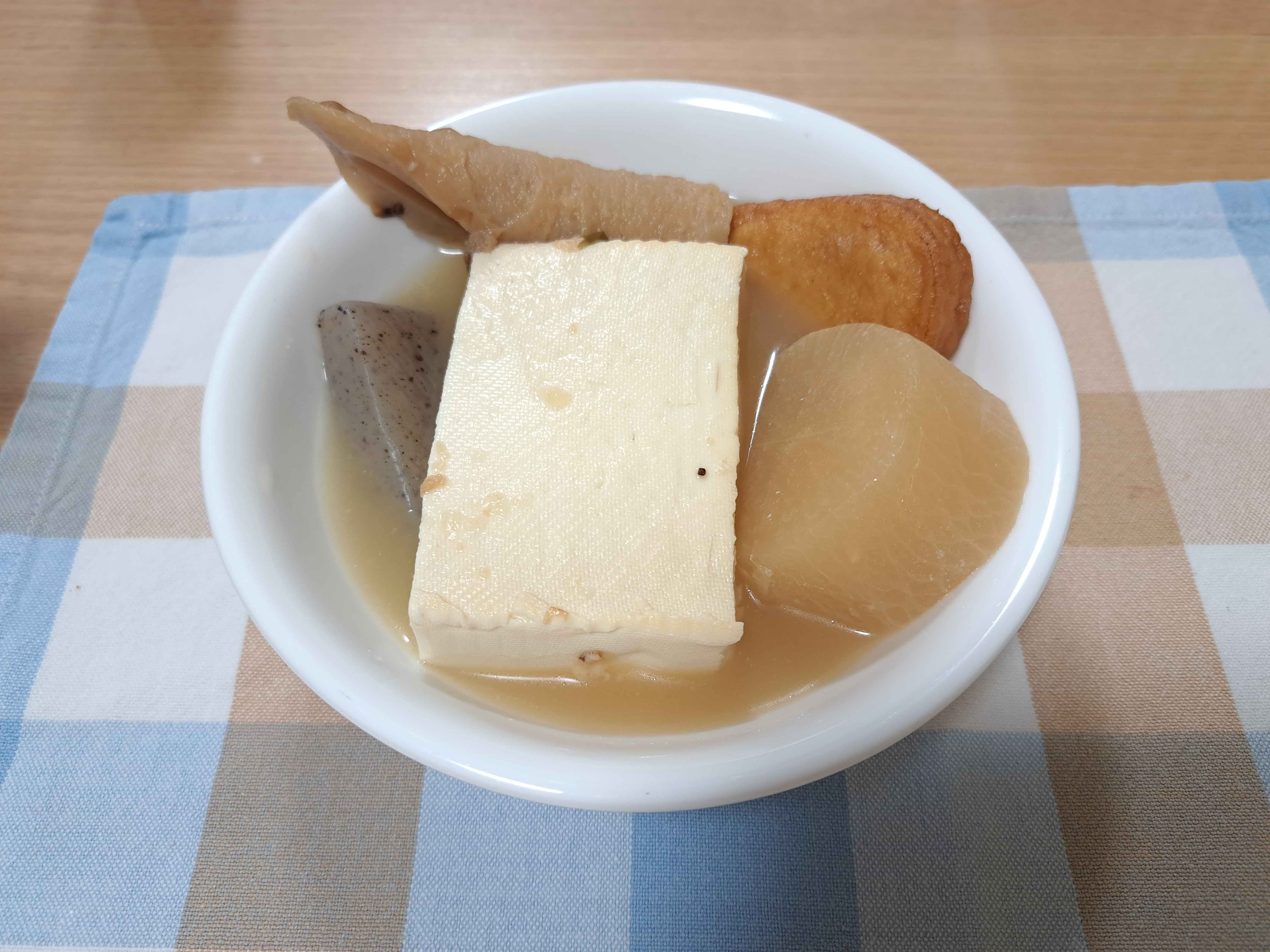
おでんの具材となった木綿豆腐

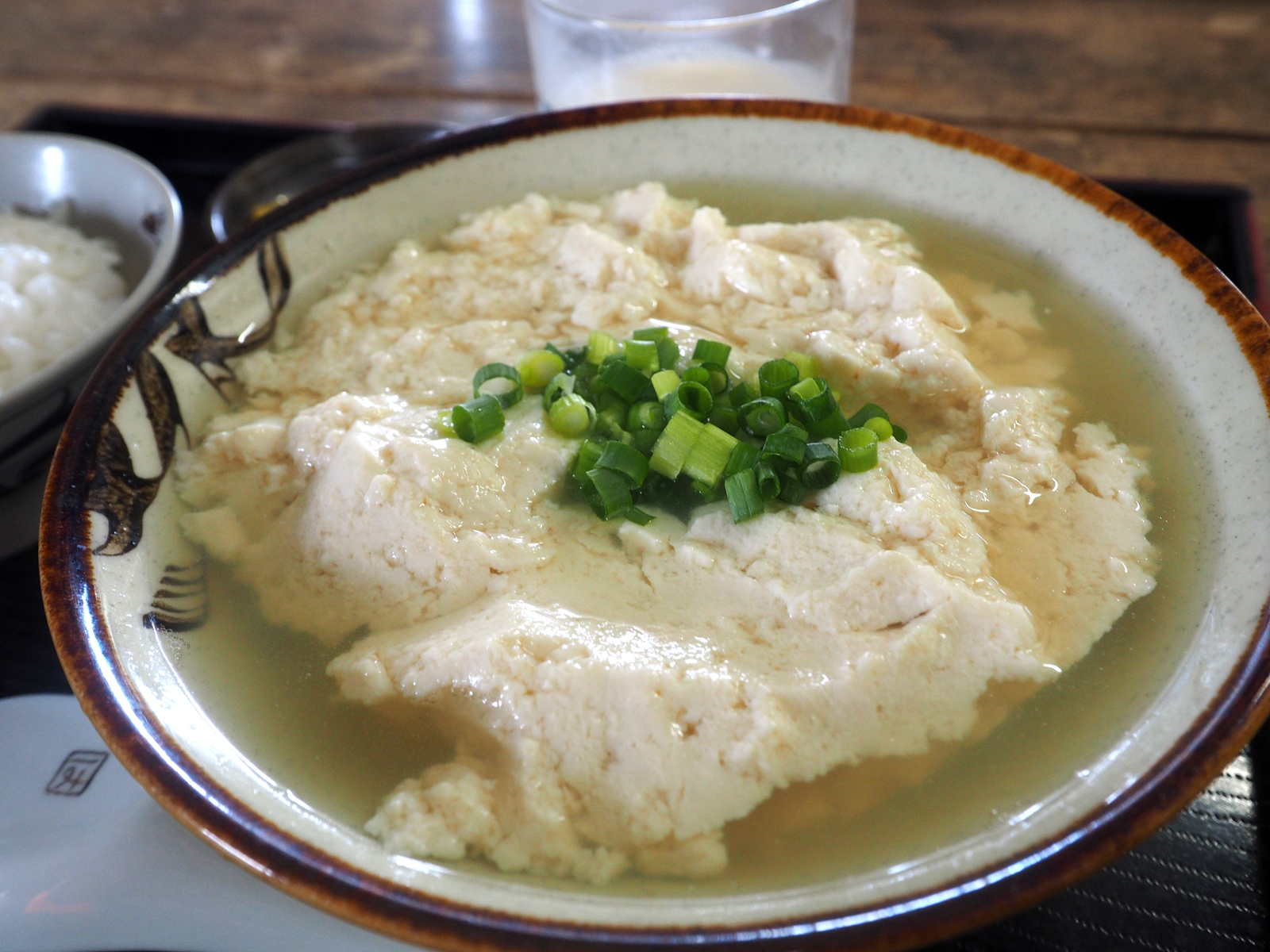
ゆし豆腐

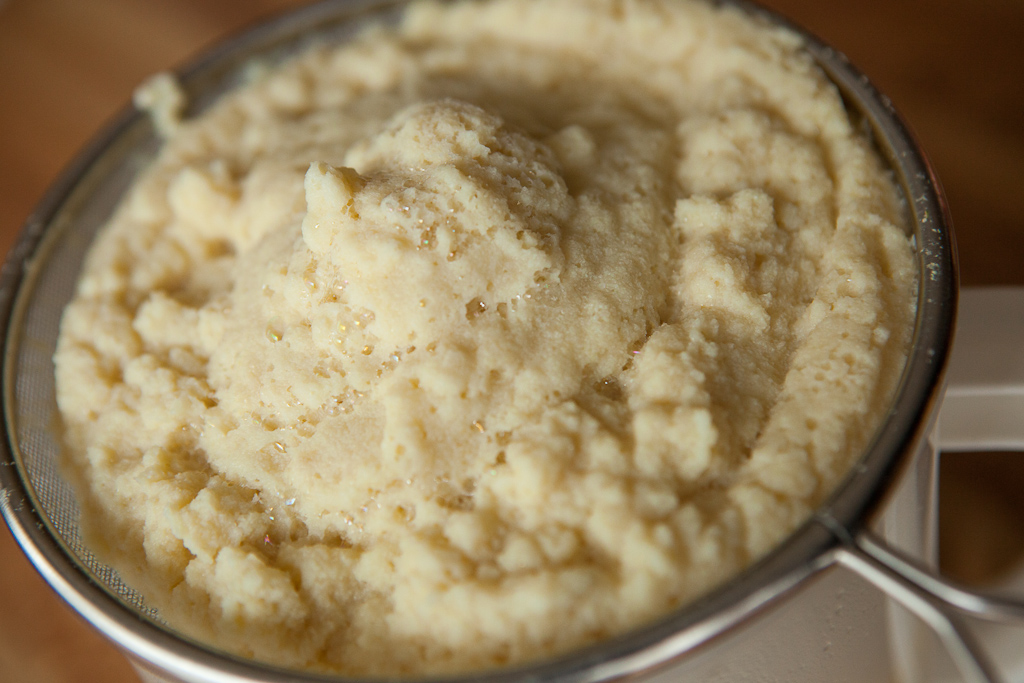
おから（豆腐を作る際に残る物）

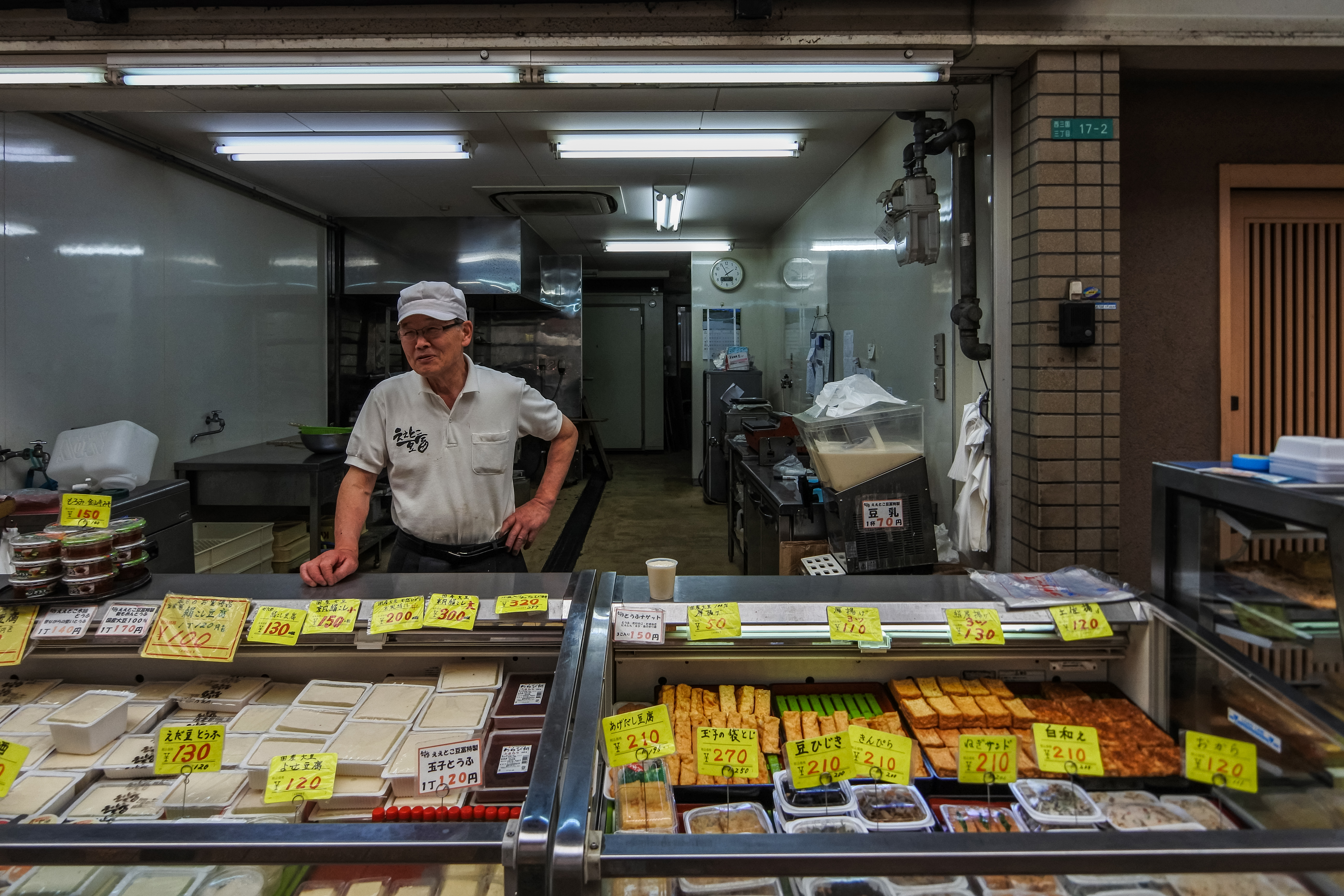
大阪市淀川区、三国の豆腐屋

現代日本の豆腐の詳細について解説する。

### 種類
現代日本の豆腐には、薄い豆乳を凝固させて圧搾・成形した種類のもの（例：木綿豆腐、ソフト豆腐）と、濃い豆乳全体を凝固させた種類のもの（例：絹ごし豆腐、充填豆腐）とがある。
一般的な分類
日本では今日、豆腐は木綿豆腐、ソフト豆腐、絹ごし豆腐、充填豆腐の4種に大別される。
木綿豆腐
豆乳に凝固剤を加えて凝固させたものをいったん崩し、穴の開いた木綿豆腐用の型箱に布を敷いて流し込み圧搾して水抜きし、成形した豆腐。表面に布目が付くことからこの名がある。普通豆腐ともいう。英語表記はregular tofu。絹ごし豆腐よりも固く、型崩れしづらいため、煮炊きする料理に向いている。表面を焼いて焼目を付けた「焼き豆腐」と呼ばれ、より崩れにくく、主に鍋料理に使われる。
脱水と成型という過程を通じ水溶性ビタミンの含有量が大きく減少するもののタンパク質、カルシウム、鉄などが多く含まれている。カルシウムが欲しいなら絹ごし豆腐よりも木綿豆腐が優れている。重量100 gあたりのエネルギー80 kcal、たんぱく質7.0 g、灰分0.7 g。
ソフト豆腐
絹ごし豆腐状に凝固させたものを木綿豆腐の型箱に流し込んで軽く圧した、木綿豆腐と絹ごし豆腐の中間程度の濃度の豆腐。京都では嵯峨豆腐と言われる。重量100 gあたりのエネルギー59 kcal、たんぱく質5.1 g、灰分0.7 g。
絹ごし豆腐
木綿豆腐製造時よりも濃い豆乳と凝固剤で凝固し絹ごし用の型箱に流し込んでゲル状に固めて水にさらした豆腐。笹の雪ともいう。英語表記はKinugoshi-tofuあるいはtofu with whey。「絹ごし」という名前は「木綿ごし」に対しての便宜的な名前であり、実際は成形時には濾していない。軟らかく、木綿豆腐に比べて崩れやすい反面、口の中で崩れるように舌触りが良く、また豆乳すべてを固めるため、そうではない木綿豆腐に比べ大豆の香りが流出せず多く残っており、豆腐本来の淡い繊細な味を味わう冷や奴や湯豆腐などに向いている。
吸水総量は原料大豆重量の5倍から6倍となる。水分を抜かないので、ビタミンB1など水溶性ビタミンが残る上にマグネシウムも多く含まれている。代謝の促進には木綿より絹が優れている。重量100 gあたりのエネルギー62 kcal、たんぱく質5.3 g、灰分0.7 g。
充填豆腐
充填豆腐（じゅうてんとうふ）は絹ごし豆腐の一種であり、絹ごし豆腐製造時の濃い豆乳を冷却後に凝固剤を加えてプラスチック製の角型の容器に充填して摂氏約90度で40分から50分加熱し成形した上で冷却した豆腐。豆腐はスーパーなどではプラスチック容器に入れて販売されるが、充填豆腐ではない豆腐は容器との間に隙間があり水が充填されているのに対し、充填豆腐はほとんど隙間がない。英語表記はpackaged-tofu。衛生的で保存性が高いのが特徴。
製品パッケージのまま加熱し凝固させるので殺菌されて衛生的なため、長期保存に優れている。さらに品質が均質で輸送性に優れている上に葉酸（ビタミンB9）の含有量は他の種類の豆腐の約2倍である。重量100 gあたりのエネルギー59 kcal、たんぱく質5.0 g、灰分0.8 g。第二次世界大戦後に発明され、普及した。
寄せ豆腐
寄せ豆腐とは、豆乳に凝固剤を加えて固めた豆腐を、型箱で圧縮せずそのまま容器に盛り込んだものである。おぼろ豆腐とも呼ばれいる。
高野豆腐
鎌倉時代に生まれ、「氷豆腐」「凍り豆腐」（こおりどうふ）または「凍み豆腐」（しみどうふ）とも呼ばれる。寒天同様、昔は冬場に晴天の多い地域で凍結と乾燥を交互に繰り返して仕上げたが、現代では工場で一年中生産できる。豆腐を凍結と解凍を繰り返して水分が抜け乾燥状態になっているため、豆腐の栄養成分が凝縮されている。カルシウムとリンなどミネラルが特に豊富で、ビタミンEやタンパク質も多い健康食材である。水（多くは出汁を含んだもの）で戻して用いる。凍り豆腐の水煮重量100 gあたりのエネルギー115 kcal、たんぱく質10.7 g、灰分1.3 g。
技術進歩で、常温で120日保存可能な豆腐も販売されている。厚生労働省によると日本では、かつて細菌の繁殖で健康被害が発生したことから、1974年に、おおむね10度以下の冷蔵保存か、水槽内で冷水を絶えず交換しながら保存するなどの製造・保存基準が定められたという。国内メーカーは1986年から常温保存用の豆腐（無菌充填など）を輸出しており、これに関して業界団体は災害時の販売・配布の観点からも基準の見直しを要望してきた
。

#### 地域性
中国から日本に伝来した当初の豆腐は沖縄の島豆腐や北陸地方などにみられる堅い豆腐であった。
- 島豆腐
  - 沖縄県にみられる豆腐で、分類上は木綿豆腐の一種とされるが、一般的な木綿豆腐よりも硬く締まっている[47]。
- 堅豆腐、石豆腐（岩豆腐）
  - 石川県白山市、富山県五箇山地方、徳島県祖谷地方などに伝わる硬く締まった豆腐[47]。
  - 旧・石川郡白峰村（現・白山市白峰）の白峰地区や桑島地区では堅豆腐が作られ、水から上げて手で持っても簡単には壊れず、数日の保存がきく利点をもつ[48]（なお調査が行われた桑島地区については手取川ダムの事業完成により水没することとなった）[48]。白峰地区と桑島地区はいずれも旧白峰村に属したが、堅豆腐の製造技術や寸法などに違いがあった[48]。白峰地区では大豆の磨砕後に加熱するのに対し、桑島地区では大豆の磨砕後に豆乳だけを分離して加熱する方法がとられた[48]。また、白峰地区では堅豆腐は水晒するのに対し、桑島地区では水晒せずに自然放冷する方法がとられた[48]。これらの堅豆腐の製造には能登地方の揚浜式塩田の副産物の苦汁が用いられたが、塩田の観光化とともに使用されなくなり、白峰地区では「すまし粉」と称する硫酸カルシウム、桑島地区では塩化カルシウムや塩化マグネシウムを用いるようになった[48]。
  - 徳島県三好市祖谷地域では石豆腐（岩豆腐）と呼ばれる硬い豆腐が名産となっている[49]。豆腐が硬く作られるようになった理由は、山道を歩く際の上下動でつぶれてしまうことを防ぐため、成形の際に失敗して貴重な大豆を無駄にしないためといわれている[49]。

また、豆腐を藁苞（わらづと）に入れて巻き締めて加熱した豆腐が各地に伝わっており、つと豆腐、こも豆腐、すまき豆腐、すぼ豆腐などがある。
- つと豆腐（福島県、茨城県茨城町など）[47][50]
- こも豆腐（茨城県など）[47]
- すまき豆腐（岡山県など）[47]
- すぼ豆腐（熊本県など）[47]

### 原料

#### 大豆
大豆は唯一の原料とも言えるものである。まず第一に、タンパク質の含有分の高い事が求められ、香り、また遺伝子組み換えをしているか否かなどの安全面が考慮されることが多い。豆腐に適した大豆品種としてはフクユタカやエンレイなどが挙げられる。油糧用（大豆油用）や飼料用を除く食品用大豆の国内自給率は2013年度は25%（大豆全体では7%）、輸入大豆の約7割はアメリカ産である。アメリカ産大豆の作付け面積の9割は遺伝子組み換え大豆であるが、日本へ輸出されている大豆は非遺伝子組み換え大豆である。
国産大豆や有機大豆、非遺伝子組み換え大豆など、特色のある原材料を使用していることを表示する場合、「国産大豆使用」などと表示できるのは、100%その原材料を使用している場合のみで、100%未満の割合で使用している場合は「国産大豆○○%使用」もしくは「国産大豆○割使用」などと、使用割合を表示しなければならない。なお、使用割合は切り捨てまたは最小値を表示しなければならない。
また、遺伝子組み換え大豆を使用している場合、「遺伝子組換え」や「遺伝子組換え不分別」という表示が義務づけられている。遺伝子組み換え作物の表示の詳細については、遺伝子組み換え作物を参照。

#### 凝固剤
豆腐は凝固剤と大豆たんぱく質の変性を利用した食品である。『本草綱目』巻二五・豆腐によると、豆腐の創始者として伝わる淮南王劉安によって発明された豆腐（劉安豆腐）は塩鹵か山礬葉を用いて沈殿させたものを凝固剤としたといい、『桑華蒙求』や『和漢三才図会』は同書を引用している。
豆腐の凝固剤には、天然にがりのほか、硫酸カルシウム、塩化カルシウム、硫酸マグネシウム、塩化マグネシウムなどが用いられる。
- 天然にがり - 「にがり」は海水から塩化ナトリウムと塩化カリウムを分離して濃縮精製された個体（塩化マグネシウム）、または海水から塩（塩化ナトリウム）を採取したあとに残る液体のもの（海水にがり、粗製海水塩化マグネシウム）をいう[62][63]。ただし、実際には、マグネシウムやカルシウムの含有量は製品により異なり、カルシウムイオンがほとんど含まれず硫酸イオンが多く見られるもの（主に天日干しや釜焚きで製造されたもの）、カルシウムイオンが多く硫酸イオンがほとんど含まれないもの（主に交換膜法で製造されたもの）など製品により成分含有量に大きな違いがある[63]。
- 硫酸カルシウム（澄まし粉） - 豆腐の製造規模の拡大に伴い、にがりに代わって、まず凝固剤に用いられたのが大量生産に適した硫酸カルシウムであった（その後、塩化マグネシウム、グルコノデルタラクトン、塩化カルシウムなど多様化した）[64]。特に木綿豆腐の製造に用いられる[64]。
- 塩化カルシウム - にがりよりも凝固反応が早く、硬い豆腐が出来上がるため油揚げや凍り豆腐用の豆腐の製造に用いられる[62]。
- 硫酸マグネシウム - にがりや澄まし粉との配合剤として使われることがある[62]。
- 葛粉（くず粉）等 - デンプンの作用を利用するもので呉豆腐（ごどうふ）やごま豆腐、ピーナッツ豆腐などに用いられる[62]。なお、サツマイモ澱粉を使用するものにジーマーミ豆腐がある[62]。

豆腐凝固剤の種類は凝固速度、製品の組織安定性、温度特性、風味などに違いを生じさせるため、豆腐製品の種類に合わせた凝固剤が用いられる。木綿豆腐には硫酸カルシウム、絹ごし豆腐にはグルコノデルタラクトンと硫酸カルシウムまたは塩化マグネシウムを組み合わせたもの（あるいは合剤）、油揚げや厚揚げ用の豆腐には塩化カルシウムや塩化マグネシウムの単品または組み合わせたものが用いられることが多い。

#### 水
おいしい豆腐の条件として水が挙げられる。豆腐の約80 - 90%は水であり、また、豆腐の製造工程でのさらし水が良くなければ淡白な豆腐の味を損ねることになるためである。

### 主な製法、製造工程
先述のように『本草綱目』には豆腐の創始者として伝わる淮南王劉安によって発明された豆腐（劉安豆腐）の製法が記され、『桑華蒙求』や『和漢三才図会』が同書を引用している。国立国会図書館の所蔵資料に明治5年1月に出版された『豆腐集説』（片桐寅吉 述、榊原芳野 記）があり「浸水」「磨碾」「煎法」などの記述がある。
- 精選 - 割豆、破砕豆、虫喰豆など問題のある大豆や、他の種子類や異物などの夾雑物を除去する[62]。
- 洗浄 - 大豆の表面の汚れを落とすため水洗い（洗浄）を繰り返す[62][66]。
- 浸漬 - 大豆を磨砕しやすくするため水に浸す[62]。浸漬は豆腐類だけでなく、煮豆、納豆、味噌等の製造においても重要な工程であり、これにより大豆は約2.5倍に膨潤する[67]。
- 磨砕 - 大豆に注水しながら細かく砕く[62]。磨砕には石臼を用いたが、工場生産ではグラインダーが用いられるようになっている[62]。大豆を磨砕したものを呉（ご）という[62]。
- 加熱と分離
  - 日本では一般的に生呉（加熱前の呉）を加熱して煮呉としてから、搾り（濾過、分離ともいう）の工程で豆乳とおからに分離する[62]。この方法を「加熱しぼり」といい、呉を加熱抽出することで歩留まりを増すことができる[67]。生呉を釜（地釜）に入れ直火で加熱した後、煮呉を布袋に入れて手作業で絞る重労働だった[62]。しかし、工場生産では機械化が進み、加熱もボイラーによる蒸気加熱が主流となっている[62]。
  - 中国での豆腐の製造や沖縄の島豆腐の製造では、煮呉ではなく生呉を絞り、その後に加熱する「生絞り」が一般的である[62]。生搾りの製法は大豆のえぐみが出るのを抑えることができるとされる[62]。
  - 磨砕した大豆を加熱すると大豆サポニンの物理化学的性質（起泡性）から泡がたくさん生じ[62][67]、食感が悪くなったり、日持ちが悪くなる原因となる[62]。古典的製造法では生豆乳を地釜で白い泡が吹きこぼれない程度にとろ火で加熱し、白い泡が出なくなるまで続けることで、代わりに生じた褐色の泡を除去していた[67]。先述の『豆腐集説』（1872年［明治5年］）の「煎法」では泡消しの竹筅に油滓を付けて釜の中の泡を取り除くとしている[注 4]。豆腐の工業生産では、消泡剤として油脂系消泡剤（パーム油、菜種油、大豆油などに炭酸カルシウムや炭酸マグネシウムなどを配合したもの）、グリセリン脂肪酸エステル（モノグリセライド）、シリコーン樹脂（自然界にある珪石を構成する珪素を主成分とする）などが用いられるが、消泡剤不使用の製品もある[62]。なお、日本の食品衛生法では、消泡剤は加工中に消滅するか最終食品に残っても微量な加工助剤として扱われている[62]。
- 凝固等
  - 凝結した豆乳の上澄み液（ゆ）を除去し、すくい上げた状態のものを「おぼろ豆腐」という[68]。これを底面及び側面に穴の開いた形箱に木綿の布を敷いて流し込み、上面から加圧すると穴から「ゆ」が流出して凝結し木綿豆腐となる[68]。
  - 豆乳の上澄み液（ゆ）を除去せずにゼリー化させ凝固させたものが袋豆腐や絹ごし豆腐である[68]。

### 現代日本の豆腐製造業
現代の日本における豆腐製造業者には、工場で大量生産する大手企業もあるが、中小企業や個人商店も非常に多い。全国豆腐連合会では、これは豆腐製造が微妙な技術を要することや、長期保存ができないなど、豆腐の特性が関係していると分析している。
また、中小企業側は中小企業事業分野調整法により、大企業が進出しようとする場合、都道府県知事を通じて経済産業大臣に調整（進出計画の撤退、縮小）の申し出をすることができる。そのため、当初大手メーカーは海外市場で販売を行っていた。しかし、包装技術の向上（真空充填、チルドなど）により長期保存、大量輸送が可能となり、また流通構造が大きく変化した現在では牛乳販売店などの宅配網や、インターネット等を中心に販売している。また、一部ではチルド製品を店頭販売している業者もある。日本最大の製造業者は相模屋食料である。
一方、中小企業を中心とする従来の店頭販売では、スーパーマーケットやコンビニエンスストアの事業者の価格決定権が強く、特売（安売り）が当たり前になってしまい、特売が希望小売価格状態になってしまって経営を圧迫している。さらに、原料である大豆はそのほとんどをアメリカに依存しているが、原料である非遺伝子組み換え大豆生産量はアメリカにおける生産数の一割以下であり、遺伝子組み換え価格の約3倍もする。また、アメリカのエネルギー安全保障政策でバイオ燃料作物への転作が進んだことによる原料の急激な高騰や、原油価格高騰による包装等の資材価格高騰も経営を圧迫している。こうした影響もあり、2003年度の全国の豆腐業者は約14000軒だったが、9年後の2012年度には約9000軒まで減少している。

### 豆腐の副産物
豆腐などの製造過程で大豆から豆乳を絞る工程で出る副産物としておからがある。特に豆乳を絞った際に残ったものを「生おから」、これを乾燥させたものを「乾燥おから」という。
日本では昭和40年代から大量生産の豆腐が流通する一方で、おからの排出量も増え、その処分時の問題から1999年には法律上の産業廃棄物とする判断も出された。

### 豆腐の二次加工品

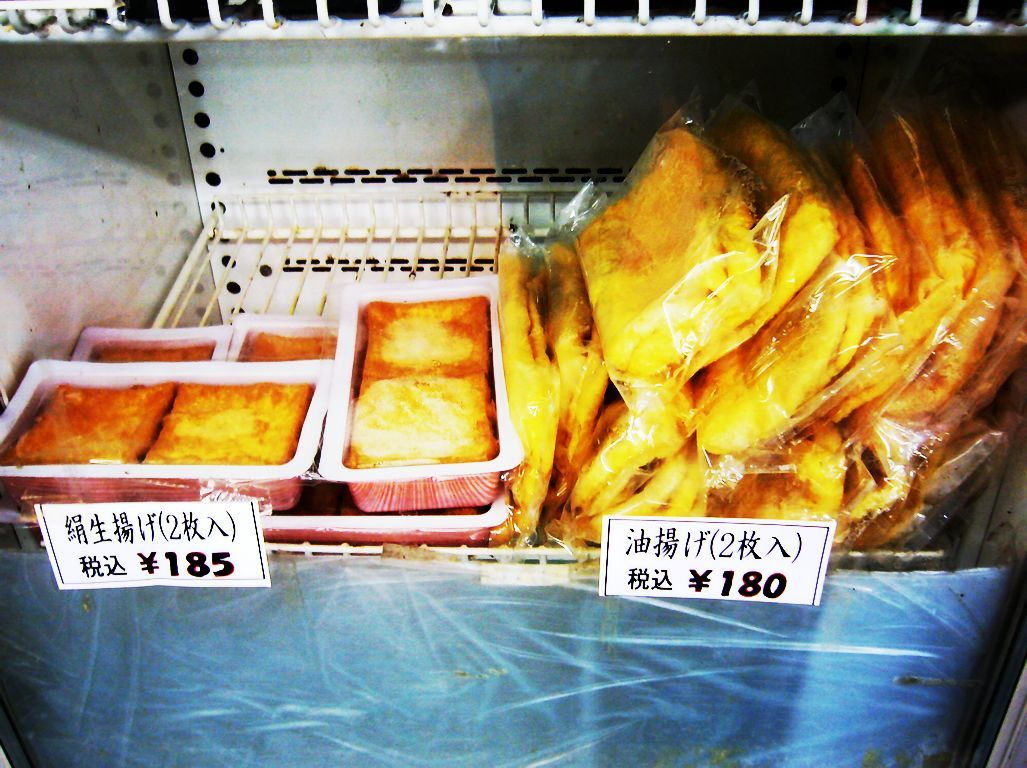
生揚げ（厚揚げ）と油揚げ

- 焼き豆腐 ：表面を焼いて、焼き目を付けたもの。
- 乾燥豆腐：豆腐を塩蔵乾燥、凍結乾燥したり、燻製で乾燥して保存性を高めた豆腐。
  - 六條豆腐：塩蔵乾燥させて作った豆腐は六條豆腐と呼ばれ、現在市販されているものとしては山形県岩根沢地方（西村山郡西川町）の六浄豆腐がある。豆腐を塩で水分を抜き、乾燥させたもの。非常に堅いため削ったものを食べたり、料理に使ったりする。
  - 高野豆腐（凍り豆腐） ：豆腐を凍結乾燥させたもの。
  - 燻り豆腐：岐阜県郡上市大和町に伝わる燻り豆腐（いぶり豆腐）は、硬めの豆腐を長時間燻して作られた豆腐の燻製。熊本県五木村にも同様にして製造する桜燻製豆腐が伝わっている。
- 油揚げ ：薄く切った豆腐を中心部まで火が通るように揚げたもの。
- 厚揚げ ：厚く切った豆腐を揚げたもの。中が生の状態である事から「生揚げ」とも呼ぶ。
- がんもどき ：豆腐を崩して野菜を混ぜあわせて成形し油で揚げた加工品。
- つと豆腐：豆腐を納豆と同様に藁苞（わらづと）で包み、塩ゆでしたもの。福島県、茨城県の郷土料理。
  - こも豆腐
- 豆腐よう
- 腐乳
- 臭豆腐
- 醸豆腐（英語版）
- 熏豆腐（中国語版）
- 鶏糕（中国語版）
- 毛豆腐（中国語版） - 白いカビで覆われた発酵豆腐[75]
- 塩豆腐 - 水を切った豆腐（絹豆腐でも木綿豆腐でもよい）にまんべんなく塩をふり、キッチンペーパーで多重にくるんで、冷蔵庫で1～3日ほど寝かせる。大量の水分が出るのでペーパーは何回か取り換える。完成するとモッツァレッラのようになる。これをカプレーゼなど様々な料理に使う。
  - 豆腐の味噌漬け
- 豆腐カステラ - 秋田県の郷土料理。

### 豆腐を模した食品
食品のなかには大豆とにがりを使用していなくても柔らかく豆腐状の物があり、「かわり豆腐」などと呼ばれる。
- いぎす豆腐 - にがりの代わりに寒天をつなぎにした豆腐
- 玉子豆腐
- 胡麻豆腐
- 杏仁豆腐
- 牛乳豆腐
- ごどうふ - 日本（長崎県と佐賀県）の郷土食。
- ピーナツ豆腐・ジーマーミ豆腐
- くるみ豆腐-磨ったくるみを葛粉などで固めた、日本（岩手県）の郷土食[76]。
- カシ豆腐 - イチイガシのドングリから抽出した澱粉を固めた、日本（高知県）の郷土食。
- 蕎麦豆腐‐蕎麦粉を葛などのデンプンで固めた食品。
- ムク - 大韓民国の食品。澱粉を固めた食品
  - トトリムク - 大韓民国の食品。「ムク」は澱粉を固めた食品で、トトリムクはトトリ（ドングリ）澱粉を固めたもの。
  - メミルムク - 大韓民国の食品。メミル（ソバ）の澱粉を固めたもの。
- ハウピア - ハワイのココナッツミルク豆腐。
- ひよこ豆豆腐 - ミャンマーのビルマ風豆腐。
- 木蓮豆腐 - モクレン科の樹木の種子から作る

### 日本の豆腐料理
冷奴など生で食されることも多いが、調理される料理も非常に多い。
日本で一般的な料理
豆腐を具材の一つとする一般料理は多い。豆腐をメインの具材とした料理もある。
- 湯豆腐
- 味噌汁
- 味噌田楽・木の芽田楽
- 豆腐の味噌漬け
- 揚げ出し豆腐
- 擬製豆腐
- 炒り豆腐（煎り豆腐）
- 豆腐ハンバーグ
- すき焼き
- 卯の花
- 夫婦炊き ：豆腐（主に焼き豆腐）と油揚げの煮物。
- 空也豆腐 ：豆腐の上に卵をかけて蒸し、葛餡をかけた料理。「空也蒸し」とも言う[77][78]。

豆腐を使う日本の郷土料理
- 半助豆腐 ：大阪の郷土料理。
- 肉豆腐：京都の郷土料理。
- どじょう豆腐 ：店によっては「どぜう豆腐」「地獄鍋」「地獄煮」「どじょう地獄」などと呼ぶ。
- チャンプルー ：沖縄の郷土料理。
- 冷や汁
- 山掛け : 豆腐にとろろをかけたもの。「山掛け豆腐」「いもかけどうふ」とも呼ぶ[79]。
- 豆腐飯 - どんどろけ飯とも称される、豆腐や野菜を入れた炊き込みご飯。鳥取県の郷土料理。

日本人に人気の、外国の豆腐料理
- 麻婆豆腐 - 陳建民が日本に四川料理を広める際に麻婆豆腐も紹介しようと、日本人の舌にも合うように若干アレンジして店舗で提供した結果、大人気となった。NHKの全国放送の料理番組『きょうの料理』にも1981年に出演し、家庭向きの麻婆豆腐の作り方を紹介し[80]、日本語の料理本にも頻繁に掲載されるようになり、1980年代に日本の家庭料理のひとつとして定着し、その後は日本メーカーが製造した麻婆豆腐用ソースのレトルトパウチが日本のスーパーで多種類販売されている状態となっている。陳建民亡き後は、息子の陳建一が店舗を引き継ぎ、同番組で麻婆豆腐の作り方を教えた。
- スンドゥブ・チゲ

豆腐百珍
日本で江戸時代に著された『豆腐百珍』には、その名のとおり100種類の豆腐料理が紹介されている。
- 甘露豆腐
- 埋豆腐 ：味噌汁かけご飯。
- 榧の揚げ豆腐
- 真のうどん豆腐
- 再び田楽

### 日本の豆腐の調理法

#### 切り方
豆腐は、冷奴や湯豆腐などでは奴切り、味噌汁や吸い物などでは賽の目切りや色紙切りなどに調理される。

#### 水切り
豆腐を揚げたり、焼いたり、炒めたりする場合など豆腐料理の種類に応じて水切りが必要となる場合がある。

## 栄養
植物性蛋白質が豊富。カロリーは比較的低いため、健康的な食品として欧米などでも食材として使われるようになっている。製法工程上、食物繊維の多くは製造過程で滓として分けられるおからのほうに含まれるため、豆腐は、大豆の加工品でありながら食物繊維の含有量は少ない。
絹ごし豆腐100g中には、水分89.4g、蛋白質5.0g、脂質3.3g、糖質1.7gが含まれ、58kcalのカロリーがあると言われている。脂肪エネルギー比は51.7%であり、原料となる乾燥大豆の38.6%を上回る。

## その他の利用
豆腐粕は消化性の良い繊維を多く含むことからサイレージとして利用する研究もある。
家畜の飼育者や動物園の一部は、餌として豆腐やおからを与えている。

## 文化

### 慣用句
とても柔らかいものの例として用いられている。
豆腐に鎹
木材をつなぎ止めるものである鉄製の鎹（かすがい）を軟らかい豆腐に打ち込もうとする様を表す、日本語慣用句で、「手応えが無い」という意味。類似表現に「糠に釘」「暖簾に腕押し」がある。
豆腐の角に頭をぶつけて死ね
古典落語の演目『穴どろ』に登場する罵倒の台詞に由来する。角の尖った四角い物とは言え、柔らかな豆腐の角に頭を打ち付けても死ぬようなことは不可能であるのに、真に受けて本当に豆腐に頭をぶつけて死のうとする、それほどに愚かな者だと嘲る言葉である。類似表現として「うどんで首吊って死ね」「自分の耳齧って死ね」が存在する。
畑の肉
豆腐はタンパク質が豊富であることから。

### 伝説
日本には、豆腐あるいは豆腐売りをモチーフにした豆腐小僧という妖怪の伝説がある。

### 落語
日本において、庶民の日常食材として使われた豆腐は落語にも登場する。
酢豆腐
通人ぶった若旦那に、腐った豆腐を「酢豆腐」と称して言葉巧みに食わせてしまう。
釜泥
大盗賊・石川五右衛門が釜茹でで処刑された後、子分たちが「親分の仇」とばかりに方々の大釜を盗み出して壊すという暴挙に出る。2度も大釜を盗まれ、商売上がったりの豆腐屋は・・・。
鹿政談
端々に豆腐にちなんだクスグリが用いられる落語。奈良の豆腐屋が店先のおからを盗み食いした獣を打ったところ、当たり所が悪かったのか死なせてしまった。これが春日大社のお使いとされるシカのうちの一頭であった。神鹿を殺すことは過失であっても死罪に問われたことから、豆腐屋は捕縛されて裁きを受けることになってしまう。

### ネットスラング
パソコンにおいて、フォントが対応していないために表示できない文字は、小さい四角（□）で置き換えられることが多く、これをネットスラングで豆腐と呼ぶ。Googleが配布している「Noto」というフォントの名前はこのスラングに由来(no more tofu)しており、インターネット上で表示できない文字を無くすという意味が込められている。